# Epiplema coelisparsa
Epiplema coelisparsa är en fjärilsart som beskrevs av Paul Dognin 1910. Epiplema coelisparsa ingår i släktet Epiplema och familjen Uraniidae. Inga underarter finns listade i Catalogue of Life.